# 中禪寺湖
中禪寺湖（日语：／ Chūzenjiko */?）是日本栃木縣日光國立公園內的一個湖泊，大約於20,000年前因男體山（男体山）升起而形成。
中禪寺湖面積11.62平方公里，周長25公里，海拔1,269公尺，湖深163公尺。湯川是最主要的湖水來源，對外則通過華嚴瀑布（華厳滝）而流至大谷川（鬼怒川的支流）。中禪寺湖為日本代表性的高山湖，是日光國立公園內規模最大的湖泊，由男體山噴出的熔谷造成，湖水清澈。

## 意外事故
2016年2月6日，29歲的香港人陳嘉裕獨自到東京附近的日光中禪寺湖漫遊雪地，其後便失去聯絡。事主在失蹤前曾在facebook發文，指當時沒有帶備雪爪，積雪有一尺厚，走了兩小時仍未抵達目的地，懷疑自己迷路，之後再沒有更新近況。在失蹤5日後，事主親人抵達日本後，隨即收到當地警方通知，指發現事主遺體。

## 附近景點
| - 華嚴瀑布 - 戰場原 |